# کسی دختر مرا دیده؟
کسی دختر مرا دیده؟ (انگلیسی: Has Anybody Seen My Gal?) فیلمی آمریکایی به کارگردانی داگلاس سیرک است که در سال ۱۹۵۲ منتشر شد. ژانر این فیلم کمدی است.

## بازیگران
- پایپر لوری
- راک هادسن
- چارلز کوبرن
- لین باری
- لری گیتس
- جیمز دین
- فرانک فرگوسن
- گلوریا هولدن
- ناتالی شیفر
- بارنی فیلیپس